# Salton Sea
Pour l’article homonyme, voir Salton Sea (film).
Salton Sea (en français : « mer de Salton ») est un lac salé endoréique situé en Californie du Sud, au sud-ouest des États-Unis.

## Géographie

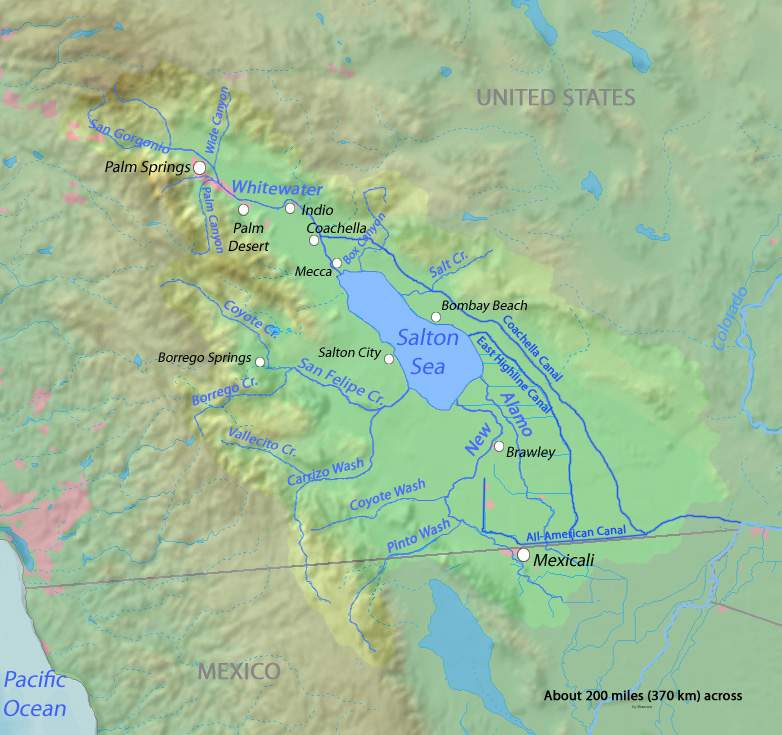
Carte du bassin de Salton Sea, indiquant les cours d'eau qui l'irriguent : New River, Whitewater River, Alamo River, All-American Canal, Coachella Canal et East Highline Canal.

Ce lac a été créé par une importante crue du Colorado survenue en 1891. La région fut alors colonisée et d'importants travaux d'irrigation entrepris. Des travaux débutèrent en 1901 pour apporter l'eau du Colorado dans la plaine via l'ancien lit de l'Alamo River en creusant l'Alamo Canal (en). Mais en 1905 une nouvelle crue du Colorado provoqua une catastrophe : l'eau se déversa par les canaux d'irrigation pendant plusieurs mois dans la plaine Salton, noyant fermes et habitations : elle noya ainsi environ 1 000 km2 de désert et créa une mer intérieure.
Il se trouve dans un environnement aride et désertique, au nord de la Vallée impériale. Avec 823,6 km2, il représente le plus grand lac de la Californie. Mais sa superficie change en fonction de son alimentation en eau. Celle-ci dépend des prélèvements pour l'agriculture, de l'évaporation, des précipitations et des déversements. Il mesure en moyenne 24 km sur 56 km. Il s'étend sur les comtés de Riverside et d'Imperial. Il est alimenté par plusieurs cours d'eau : New River, Whitewater River (en) et Alamo River. Le lac se trouve à l'intérieur des terres, dans une dépression, entre les Monts San Jacinto à l'ouest et les Chocolate Mountains (en) à l'est.
Salton Sea était jadis un paysage de carte postale, avec plages de sable fin et myriades d'oiseaux migrateurs. En 2011, il est sinistré, gorgé de sel et de pesticides. Les terres qui l'entourent contiennent du sel déposé par une ancienne mer, disparue depuis des millénaires. Éliminé par les agriculteurs de la Vallée impériale voisine pour rendre les sols cultivables, il s'est accumulé dans les eaux du lac, qui sont aujourd'hui plus salées que celles de l'océan Pacifique.
Irriguée depuis 1942 par l'All-American Canal (en), la Vallée impériale déploie ses cultures sur 2 000 km2 au sud de Salton Sea. Les eaux de ruissellement chargées d'engrais et de pesticides finissent dans ce lac fermé. S'y ajoute le maigre apport de quelques rivières locales. Mais avec l'évaporation, les pollutions s'accumulent.
De grands travaux, étalés sur 75 ans, devraient tendre à la réhabilitation du lac. Au centre, une zone d'assèchement sera recouverte de sable fixé par des plantations. Une digue de 83,6 km délimitera ensuite deux espaces : tout au sud, des marais salants pour les oiseaux, et, vers le nord, un grand plan d'eau pour les loisirs.

## Problèmes écologiques
À partir des années 1970, l'eau du lac commence à s'évaporer amorçant ainsi une catastrophe écologique. En effet, avec l'évaporation, la profondeur du lac diminue et la concentration du sel augmente.

### Les conséquences sur l'écosystème
Faute de profondeur, les poissons meurent. Les poissons restants pourraient disparaître. De plus, le lac constitue une étape primordiale dans les migrations de près de 400 espèces d'oiseaux. Privés de poisson, les oiseaux disparaîtraient aussi des bords du lac.

### Les problèmes de santé
Avec l'évaporation de l'eau, les phosphates et les pesticides, dus à l'agriculture dans la région, qui résidaient au fond du lac remontent et contaminent la région. Selon une étude, le taux de cancers pulmonaires et de maladies respiratoires est quatre fois plus élevé dans la région du lac que dans le reste des États-Unis.  

### Projets
Les agences gouvernementales et de nombreuses associations de protection de l’environnement en appellent au gouvernement californien afin d'agir. L’évaporation de l’eau est inexorable, mais des projets ont vu le jour dont l'objectif est de préserver la faune et protéger l’environnement. Ces projets coûteraient autour de 5 à 10 milliards de dollars. Mais selon les chercheurs du Pacific Institute (en), si rien n'est fait, le coût sera bien plus élevé, entre 20 et 70 milliards.
La découverte d'un énorme gisement de lithium pourrait faire de cette région des États-Unis un acteur clé dans la production de lithium. L'extraction du lithium présente des défis environnementaux, des impacts sur les résidents et des impacts sur l'approvisionnement en eau. Si elle est gérée de manière responsable, cette ressource pourrait soutenir les objectifs en matière d’énergie propre.

## Dans la culture populaire
- Le film Salton Sea de D.J. Caruso (2002) se déroule en grande partie près du lac éponyme.
- Le lac apparaît dans le jeu vidéo Grand Theft Auto V (2013) sous le nom d'Alamo Sea.
- Une partie de l'intrigue du roman Une vérité à deux visages (2017) de Michael Connelly (série Harry Bosch) se déroule à proximité de Salton Sea.
- Une partie de l'intrigue du roman "Triangle Noir"(2024) de Niko Tackian se déroule à proximité de Salton Sea.
- Serge Brussolo dans Le Manoir de l'Ecureuil base son histoire à Salton Sea